# Bandicam
Bandicam – program służący do przechwytywania i nagrywania ekranu, gier wideo lub obrazu, wykorzystujących DirectX oraz OpenGL. Posiada również wsparcie dla kodeków H.264, Xvid, MPEG-1, MJPEG, MP2 oraz PCM. Jest on również używany do określenia wydajności komputera, poprzez pokazywanie liczby klatek na sekundę oraz wykonywania zrzutów ekranu dla potwierdzenia wydajności. Darmowa wersja Bandicam może przechwytywać ekran lub obraz gry komputerowej maksymalnie przez 10 minut.